# Trombone (registro d'organo)
Il trombone è un particolare registro dell'organo

## Struttura
Di origini anglosassoni, il trombone è un registro ad ancia battente da 16' o 32' presente, generalmente, nella pedaliera, dotato di un caratteristico timbro forte e grave. Solitamente viene utilizzato come registro d'assolo per corali in cantus firmus al basso, oppure per sezioni in organo pleno. Esiste anche la tessitura da 64', anche se rara.
È anche conosciuto con il nome di Posaune in Germania e Bazuin nei Paesi Bassi.